# Polèmica turca sobre el vel

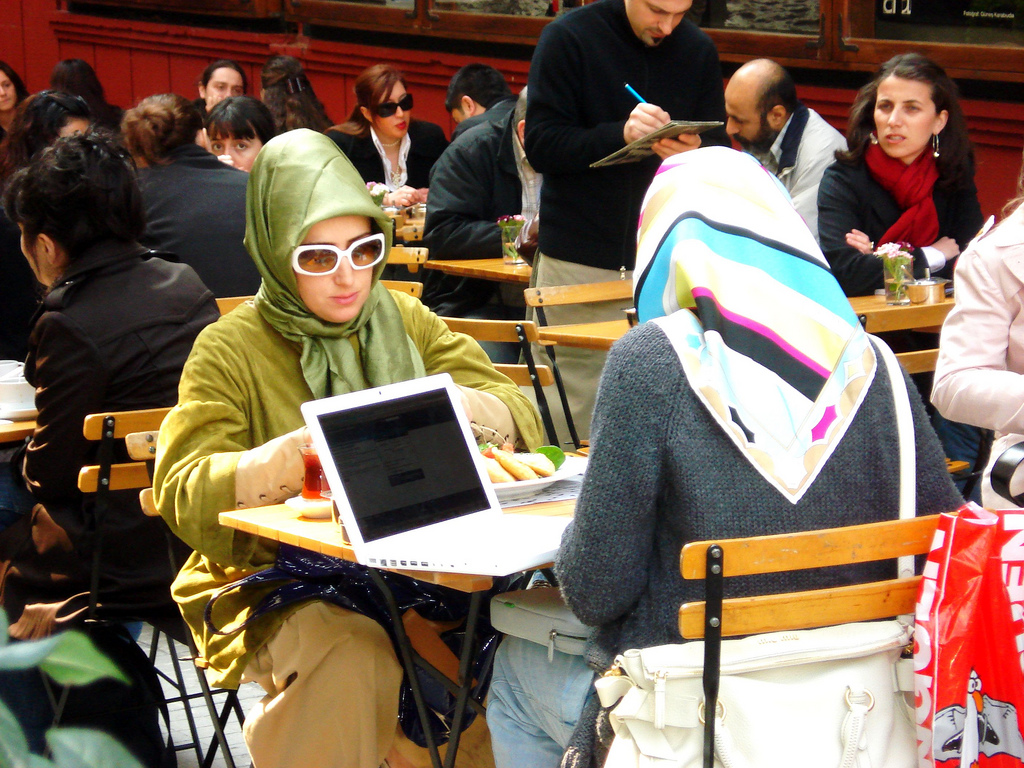
Algunes dones a Turquia usen vel

Turquia és un estat laic des de l'esmena constitucional de 1937. Va introduir la secularització de l'Estat en la Constitució turca de 1924, juntament amb les reformes d'Atatürk. No obstant això, Atatürk mai va prohibir el vel islàmic (tesettür). El vel va ser prohibit a les institucions públiques a causa de la «normativa de roba pública» emesa després del cop d'Estat de 1980, i va començar a implementar-se de forma radical després del memoràndum militar de 1997.
La prohibició del vel per al personal públic va ser aixecada pel paquet de democratització de l'1 d'octubre de 2013, i amb l'esmena que es va fer a l'article 5 del reglament del codi de vestimenta es van aixecar les disposicions restrictives. Es va fer d'acord amb la ideologia kemalista i amb el contingut rigorosament laic de la constitució. La qüestió del debat del vel ha estat molt intensa i controvertida, ja que la seva prohibició, juntament amb altres símbols religiosos destacats tant en edificis públics com en institucions governamentals i escoles públiques, ha sigut semblant a les polítiques a França i Mèxic.
Malgrat que Turquia és un estat laic, més del 95% de la seva població és musulmana. Ha donat lloc a un xoc entre els que afavoreixen els principis seculars de l'estat, com ara les forces armades turques i els conservadors religiosos, així com els islamistes.

## La prohibició dels vels
Amb un principi oficial de secularisme constitucional, el govern turc ha prohibit tradicionalment a les dones a portar el vel al treball en el sector públic. La prohibició s'aplica a les professores, advocades, parlamentàries i altres dones que treballen en locals estatals. Es va ampliar la prohibició del vel a la funció pública i a les institucions educatives i polítiques per cobrir les institucions no estatals. Les advocades i periodistes que es van negar a complir la prohibició van ser expulsades dels edificis públics, com tribunals i universitats.
A finals de la dècada del 1970 i principis de la dècada del 1980, va augmentar considerablement el nombre d'estudiants universitàries que usaven el vel, i al 1984 es va començar a aplicar la primera prohibició generalitzada del vel a les universitats, però durant la dècada del 1980 i la dècada del 1990 la prohibició no es va fer de manera uniforme i moltes estudiants es van poder graduar. La prohibició del vel en espais públics, incloent escoles i universitats (públiques i privades), tribunals de justícia, oficines governamentals i altres institucions oficials és només per a les estudiants, treballadores i funcionàries. Per tant, les mares d'alumnes o visitants no tenen cap problema en entrar a les escoles primàries, però no podrien treballar com a professores. De la mateixa manera, als tribunals de justícia, la prohibició només afecta a les jutgesses, advocades i altres treballadores. També es prohibeix utilitzar el vel a les fotografies en documents oficials com ara llicències, passaports i documents de matriculació universitària. Les universitats i les escoles rebutjaven la inscripció de dones estudiants, tret que presentessin fotografies d'identificació que es pogués veure el cabell i el coll.
Una regulació del 16 de juliol de 1982 va especificar «la indumentària i aspecte del personal que treballa a les institucions públiques; la regla per a les dones funcionàries és que tinguin el cap descobert».
Una interpretació d'aquesta llei el 1997 va ampliar la prohibició de portar el vel a totes les universitats de Turquia. El debat sobre portar el vel a les universitats ha estat el més polèmic i ha estat un element important en la política de Turquia des del 2000.

### El lloc de treball
Segons Country Reports 2007, les dones que portaven el vel i les seves partidàries «van ser sancionades o van perdre el seu lloc de treball en el sector públic» (US, 11 de març de 2008, Sec. 2.c).
Human Rights Watch (HRW) va informar que a finals de 2005, el Tribunal Suprem Administratiu va dictaminar que una professora no era elegible per a una promoció a la seva escola perquè portava el vel fora del treball (gener de 2007).
El 12 d'abril de 2005, una professora de ciències polítiques de la Universitat de Boğaziçi d'Istanbul especialitzada en qüestions de dones a Turquia va enviar una carta a la Direcció d'Investigació explicant que a les dones que usen un vel «se les pot negar el treball en sectors privats o governamentals». Per contra, alguns municipis amb una circumscripció més tradicional poden contractar específicament aquelles dones que porten el vel al cap. Tanmateix, la professora va afegir que les dones amb vel generalment experimenten dificultats per obtenir posicions com a professores, jutgesses, advocades o metgesses en el servei públic (ibíd.). No s'ha pogut trobar informació més recent o que es pugui confirmar sobre la prohibició del vel en el servei públic entre les fonts consultades per la Direcció d'Investigació. El conseller d'immigració de l'Ambaixada del Canadà a Ankara va declarar el 27 d'abril de 2005 que va rebre una carta de la Direcció d'Investigació que explicava que les funcionàries públiques no se les permetia usar el vel al cap mentre estaven de servei, però les treballadores en el sector privat el podien portar.
El Sunday Times, amb seu a Londres, va informar que mentre la prohibició era oficial només en l'esfera pública, moltes empreses privades també evitaven la contractació de dones que usen vel (6 de maig de 2007). MERO assenyala que les dones que usen el vel poden tenir més dificultats per trobar feina o obtenir un salari desitjable (abril de 2008), tot i que això no es pot confirmar entre les fonts consultades per la Direcció d'Investigació.

### L'assistència mèdica
Segons el Sunday Times, els vels es prohibeixen als hospitals de Turquia i les metgesses no poden portar un vel al treball (6 de maig de 2007). Tanmateix, MERO informa que, segons l'actual administració de Turquia, els seculars tenen una agenda religiosa oculta (The New York Times, 19 de febrer de 2008; Washington Post, 26 de febrer de 2008), i les metgesses d'alguns hospitals públics han entrat al local amb el vel (MERO, abril de 2008).
La professora de ciències polítiques de la Universitat de Boğaziçi d'Istanbul va afirmar que, malgrat que no ha trobat casos què les dones que porten el vel se les hagi denegat l'accés a l'atenció mèdica en centres mèdics públics o privats, va considerar que seria probable que això succeís (12 d'abril de 2005). El conseller d'immigració de l'Ambaixada del Canadà a Ankara va declarar que «les dones que usen el vel tenen accés complet a l'assistència sanitària» (27 d'abril de 2005), tot i que les notícies i els informes de les ONG que envien a l'ONU confirmen que «les dones que porten el vel se les han denegat l'atenció als hospitals turcs».

## Esdeveniments polèmics

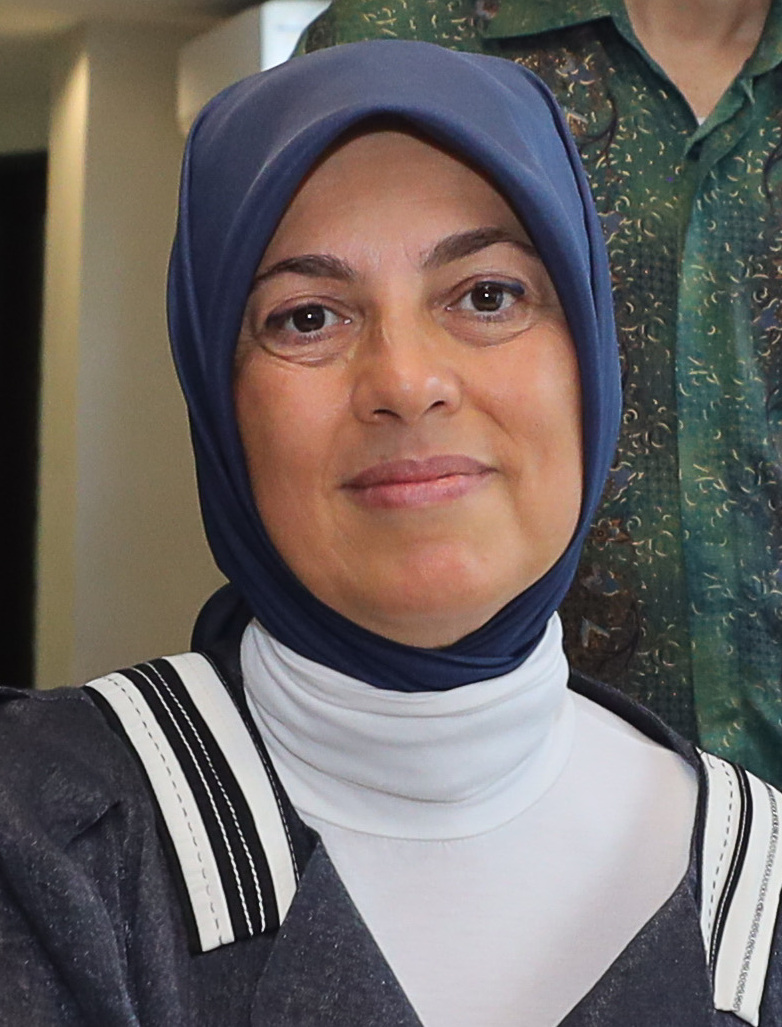
Merve Kavakçı, protagonista de la polèmica sobre l'ús del vel a l'Assamblea Nacional de Turquia al 1999

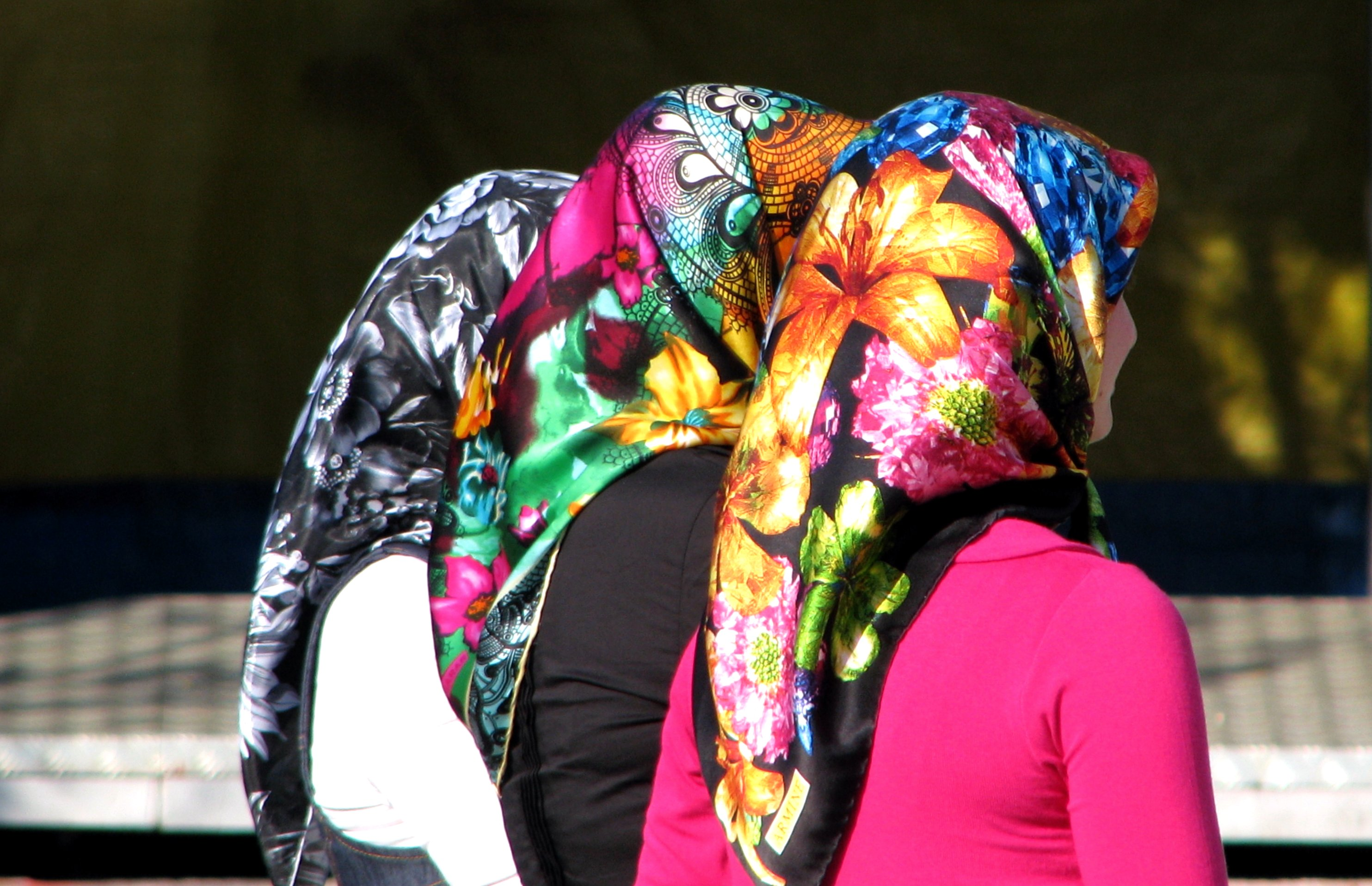
Dones turques que porten vels moderns (echarpe)

- El 1968, una estudiant d'una universitat pública, Hatice Babacan, es va negar a treure's el vel dins de la universitat.
- El 1998, es va prohibir l'accés a la Universitat d'Istanbul a una estudiant turca per portar el vel.[11]
- El maig de 1999, la prohibició del vel a l'esfera pública va aparèixer als titulars quan es va impedir a Merve Kavakçı de prendre el seu jurament a l'Assemblea Nacional perquè portava el vel. Va ser el recentment elegida diputada d'Istanbul del partit pro-islamista Partit de la Virtut (Fazilet Partisi) i va rebutjar les demandes d'abandonar l'edifici. Els membres seculars de l'oposició van protestar cridant «fora!» durant trenta minuts, i el llavors primer ministre Bülent Ecevit la va acusar de violar els principis del secularisme.[12] Un fiscal va investigar si podia ser jutjada per provocar «odi religiós».[13] Va rebre molt suport de l'Iran per part de l'aiatol·là Ahmad Jannati i per centenars de dones que van demostrar el seu suport a la diputada.[14] Uns mesos més tard, es va revocar la seva nacionalitat turca perquè també tenia la nacionalitat estatunidenca.[15]
- L'any 2000, Nuray Bezirgan, una estudiant turca, portava el vel durant seu examen final de la universitat. Un tribunal turc la va condemnar a sis mesos de presó per «obstruir l'educació dels altres».[11] El Tribunal Europeu de Drets Humans va confirmar la prohibició el 2004, trobant que la llei no violava la Convenció Europea de Drets Humans.[11] A l'octubre de 2006, el Tribunal Europeu de Drets Humans va confirmar de nou la prohibició de la universitat, rebutjant una queixa presentada per una altra estudiant universitària turca.[16]
- A l'octubre de 2006, el president turc, Ahmet Necdet Sezer, va prohibir als polítics del Partit de la Justícia i el Desenvolupament (Adalet ve Kalkınma Partisi, AKP) que les seves esposes portessin el vel, dient que comprometia i soscava la separació de la mesquita i l'Estat a Turquia.[17]
- El març de 2009, Kıymet Özgür, que portava un çarşaf (xador), va ser atacada pels membres del Partit Republicà del Poble (Cumhuriyet Halk Partisi, CHP) quan va intentar pujar a un autobús electoral del candidat a alcalde d'Istanbul, Kemal Kılıçdaroğlu. Més tard es va informar que s'havia disfressat per a provar la nova iniciativa del partit.[18] El líder del CHP, Deniz Baykal, va sorprendre als seus partidaris quan va permetre formar part del partit a dones que portaven el çarşaf a finals de 2008. Aquest fet es va veure com una estratègia per atraure als votants conservadors al partit.[19] Alguns van criticar el moviment de Baykal com un intent de moure el partit cap a la dreta.[20]

## Intents d'aixecar la prohibició
Durant la campanya electoral per a les eleccions legislatives turques de 2007, el primer ministre Erdoğan va fer la seva campanya amb la promesa d'aixecar a llarg termini la prohibició de l'ús del vel a les institucions públiques. No obstant això, com els diputats turcs van votar al Parlament, desenes de milers van protestar al carrer a favor de la prohibició.
El 7 de febrer de 2008, el Parlament turc va aprovar una esmena a la constitució, que permetia a les dones usar el vel a les universitats turques, argumentant que moltes dones no anirien a estudiar si no podien ficar-se el vel. El partit polític principal, el Partit de la Justícia i el Desenvolupament (Adalet ve Kalkınma Partisi, AKP) i un partit clau de l'oposició, el Partit del Moviment Nacionalista (Milliyetçi Hareket Partisi, MHP) van afirmar que era un tema de drets humans i de llibertats. El Parlament va votar 403 vots a favor i 107 vots en contra (una majoria del 79% a favor) de la primera esmena, que es va inserir a la constitució en la qual s'indica que tothom té dret a la igualtat de tracte per part de les institucions estatals. No obstant això, aquesta esmena va donar lloc a una forta oposició a tot Turquia. La junta educativa del país i nombroses universitats es van comprometre a desafiar la nova llei. A més, el principal partit pro-secular i partit de l'oposició, el Partit Republicà del Poble (Cumhuriyet Halk Partisi, CHP), va demanar al Tribunal Constitucional que bloquegés la nova llei aprovada, i considerava que era un pas cap a un estat islàmic. Milers de manifestants que donaven suport a la prohibició també es van reunir prop del Parlament en contra de l'esmena aprovada pel govern.

### Anul·lació de l'eliminació de la prohibició
El 5 de juny de 2008, el Tribunal Constitucional de Turquia va anul·lar la proposta d'esmena prevista per al Parlament per aixecar la prohibició del vel, i va afirmar que la sentència que va eliminar la prohibició estava en contra dels principis fundadors de la constitució. La decisió del tribunal suprem de mantenir la prohibició de l'ús del vel no pot ser recorreguda (AP 7 de juny de 2008).

## Altres tipus de roba en l'islam
- Abaia
- Amira
- Batula
- Boshiya
- Burca
- Burquini
- Gel·laba
- Hijab
- Khimar
- Nicab
- Xador
- Xaila
- Vel